# 押坂部毛屎
押坂部 毛屎（おしさかべ の けくそ）は、飛鳥時代の人物。姓は史。

## 出自
出自は未詳であるが、名前からして、「押坂部」は刑部であり、押坂彦人大兄皇子の家臣であった可能性が高い、と武光誠は見ている。

## 記録
『日本書紀』巻第二十一によると、用明天皇2年（587年）、用明天皇の病も重くなり、「自分は仏法僧の三宝に帰依したいと思う」という意思を近臣に伝えた。群臣は入朝して、この件について議論した。物部守屋と中臣勝海は反発し、「どうして国津神に背いて、他国の仏教の神を敬うことがあるのか。もとよりこのようなことは今までに聞いたことがない」といって反発した。蘇我馬子は「詔に従って助けるべきである。誰がそれ以外の相談をすることがあろうか」と答えた。さらに、皇弟の皇子である穴穂部皇子が、豊国法師を連れて内裏に入って来た。守屋はこれをにらみつけて、大いに怒った。
そんな折、押坂部毛屎が急にやってきて、密かに大連の守屋にこう告げた。
この言葉を聞いた守屋は、別業（なりどころ）のある河内国の阿都（現在の大阪府八尾市跡部）へ退き、人を集め出した、という。

## 考察
武光誠は、押坂彦人大兄皇子は毛屎を使い、蘇我氏と物部氏を争わせて、漁夫の利を得て、次の大王になろうとしていたのではないか、つまり、守屋を陥れる陰謀は初めからなかったのではないか、と見ている。
薗田香融も、『日本書紀』中、押坂彦人皇子の名が現われる唯一の記事とされる上記の記録に、押坂部史毛屎がその名を見せることは、単なる偶然ではなく、反蘇我氏という点で同じ立場の物部氏のために、主人の皇子の命を受け、毛屎が物部氏に味方する姿勢を現したのではないか、と考えている。